# Ein starkes Gift
Ein starkes Gift ist ein französisches Filmdrama von Katell Quillévéré aus dem Jahr 2010.

## Handlung
Die 14-jährige Anna kehrt über die Ferien aus ihrem katholischen Mädcheninternat nach Hause zurück. In einer Woche wird sie konfirmiert, doch hat sie zunehmend Zweifel an ihrem Glauben. Ihre Mutter Jeanne ist streng gläubig – ihr Vater Paul glaubt nicht an Gott und hat die Familie verlassen, während Anna im Internat war. Jeanne und Anna sind nun allein in der großen Villa im Dorf und kümmern sich gemeinsam um Pauls bettlägerigen Vater Jean. Jeanne ist verzweifelt, fühlt sich aber auch zur Hilfe verpflichtet und schlägt das Angebot ihrer Eltern aus, mit Anna wieder bei ihnen einzuziehen.
Annas beste Freundin Sabine verreist über die Ferien und so beginnt Anna, Zeit mit dem Jungen Pierre zu verbringen. Er ist zwar als Chorjunge in der Gemeindekirche tätig, glaubt jedoch nicht an Gott. Priester der Kirche ist der junge Vater François, der mit 16 Jahren aus Italien in das Dorf gekommen ist und dem Jeanne damals Französisch beibrachte. Jeanne und François haben ein vertrautes Verhältnis, doch bindet sich Jeanne immer enger an ihn, je mehr sie die persönliche Situation belastet. Nicht nur die Trennung von Paul lastet schwer, sondern auch ein diffuses Gefühl der Eifersucht Anna gegenüber, die gerade zur Frau und begehrenswert wird. Anna selbst ist von ihrer körperlichen Entwicklung irritiert und schwankt zwischen dem Abgestoßensein allem Sexuellen gegenüber und vorsichtiger Neugier. Vor ihrem Großvater, der den Frauen immer noch zugetan ist, und der Mutter, die Annas Privatsphäre nicht achtet, flüchtet sich Anna immer öfter in die Gesellschaft von Pierre, den sie schließlich küsst.
Heimlich ruft Anna ihren Vater an, der einige Tage später vorbeikommt. Sofort eskaliert die Situation zwischen ihm und Jeanne. Paul hat eine neue Freundin, die jedoch auch verheiratet ist. Er wohnt daher bei einem Freund in Quimper. Jean berichtet Paul, dass Anna in ihrer Schule nicht glücklich ist und Paul gesteht, dass er sie nur ins Internat geschickt hat, damit sie die Streitereien zwischen den Eltern nicht mitkriegt. Zur Konfirmation der Tochter erscheint Paul nicht und Anna wird in der Kirche ohnmächtig, bevor sie konfirmiert werden kann. Jeanne beschuldigt sie, dass sie sie nur vor allen bloßstellen wollte. Anna kündigt an, dass Paul sie mit nach Quimper nehmen wird, doch erweist sich die Hoffnung als falsch. Jeanne wiederum will sich Trost bei François holen, der sie zwar abweist, jedoch beim Abschied küsst.
Einige Zeit später ist Anna wieder im Internat, als sie die Nachricht erhält, dass Jean verstorben ist. Zur Beerdigung liest sie ein Gedicht vor, das Jean sich gewünscht hatte und in dem es um das Begehren zwischen Mann und Frau geht. Anna verheimlicht, dass er sich vor seinem Tod ihr gegenüber gewünscht hat, noch einmal eine Vulva zu sehen, und sie eines Nachts in sein Zimmer gegangen ist und kurz ihr Nachthemd gehoben hat. Nach der Beerdigung geht Anna zu Pierre. Sie gesteht ihm, dass sie ihn vermisst hat, und er verlässt das Haus, um Zeit mit ihr zu verbringen.

## Produktion

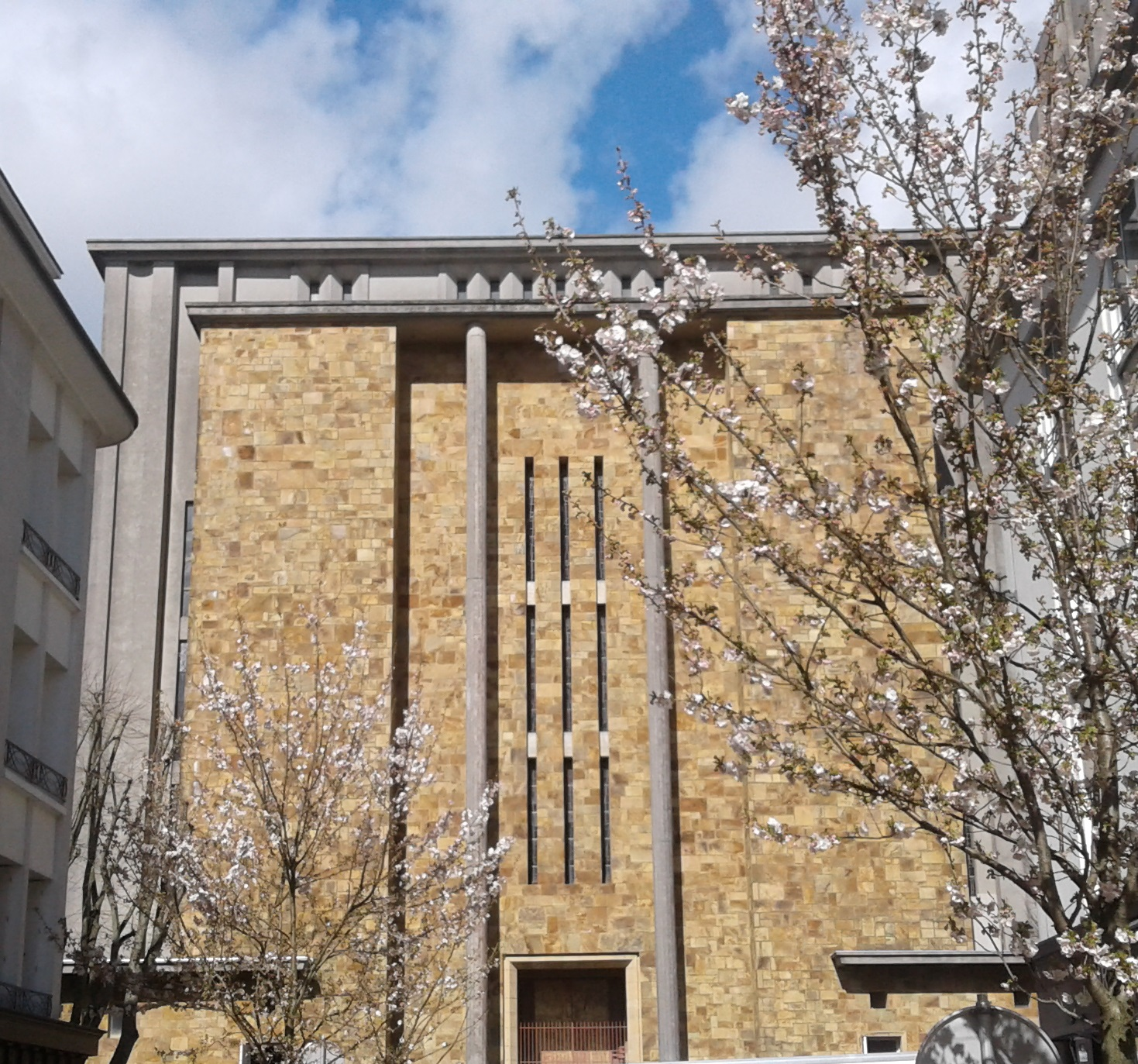
Kirch Saint-Louis in Brest, Drehort der Konfirmationsszenen

Ein starkes Gift war das Langfilmregiedebüt von Katell Quillévéré, die zuvor bei einer Reihe von Kurzfilmen Regie geführt hatte. Der Film wurde von Juni bis Juli 2009 in der Bretagne gedreht. Drehorte waren im Département Finistère die Kirche Notre-Dame-et-Saint-Tugen in Brasparts, Le Faou, Kerlouan und Loqueffret. Die Konfirmationsszenen entstanden in der Kirche Saint-Louis in Brest. Im Département Morbihan entstanden Szenen in Lorient. In den Pays de la Loire wurde in Nantes und Saint-Nazaire gedreht.
Die Kostüme schuf Mahemiti Deregnaucourt, die Filmbauten stammen von Anna Falguères. Hauptdarstellerin Clara Augarde gab in Ein starkes Gift ihr Filmdebüt; zum Zeitpunkt der Dreharbeiten war sie 15 Jahre alt.
Der Filmtitel geht auf Serge Gainsbourgs Lied Un poison violent, c’est ça l’amour (Ü: Ein starkes Gift, das ist die Liebe) zurück. Im Film selbst sind zahlreiche Lieder zu hören:
- Youen Leboulanger-Gourvil – Laisse tes yeux (Komponist: Tom Harari)
- Ensemble Choral du bout du monde – T’approcher Seigneur (Komponist: Didier Rimaud, Jacques Berthier)
- Barbara Dane – Greensleeves (trad.)
- Jean Bretonnière – Embrasse-moi vite
- Collie Ryan – Cricket
- Gloria Lasso – Toi mon démon (Komponist: Fernand Bonifay, Guy Magenta)
- Maranatha  – Bless the Lord
- The Roicoco – Malio’o (Komponist: André Lovo, Ray Bells)
- Barbara Dane – When I Was a Young Girl (trad.)
- Clara Augarde – Ouvre (Komponist: Edmond Haraucourt, Leonce Laurent)
- Scala & Kolacny Brothers – Creep (Radiohead)

Ein starkes Gift erlebte am 14. Mai 2010 auf den Internationalen Filmfestspielen von Cannes seine Premiere. Am 4. August 2010 kam der Film in die französischen Kinos. ARTE zeigte den Film am 26. Februar 2014 erstmals im deutschen Fernsehen.

## Auszeichnungen
Auf den Internationalen Filmfestspielen von Cannes wurde der Film für die Goldene Kamera und den Prix C.I.C.A.E. nominiert. Der Film wurde auf dem Chicago International Film Festival 2010 für einen Gold Hugo als bestes Filmdebüt nominiert. Ein starkes Gift gewann 2010 den Prix Jean Vigo in der Kategorie Langfilm.